# Torneo de Marsella 2018
El Open 13 Marseille 2018 fue un torneo de tenis que perteneció a la ATP en la categoría de ATP World Tour 250 que se disputó en Marsella (Francia) entre el 19 y 25 de febrero de 2018.

## Distribución de puntos
| Modalidad            | Campeón | Finalista | Semifinales | Cuartos de final | 2ª ronda | 1ª ronda | Clasificados | 2ª ronda de clasificación | 1ª ronda de clasificación |
| Individual masculino | 250     | 165       | 100         | 50               | 25       | 0        | 13           | 7                         | 0                         |
| Dobles masculino     | 250     | 150       | 90          | 45               | 20       | 0        | -            | -                         | -                         |

## Cabezas de serie

### Individuales masculino
| Tenista          | Ranking | Preclasificado |
| David Goffin     | 7       | 1              |
| Stan Wawrinka    | 13      | 2              |
| Lucas Pouille    | 16      | 3              |
| Tomáš Berdych    | 17      | 4              |
| Roberto Bautista | 23      | 5              |
| Gilles Müller    | 28      | 6              |
| Damir Džumhur    | 29      | 7              |
| Filip Krajinović | 38      | 8              |
| Karen Jachanov   | 48      | 9              |

- Ranking del 12 de febrero de 2018.[2]

### Dobles masculino
| Tenista                              | Ranking | Preclasificado |
| Raven Klaasen Michael Venus          | 45      | 1              |
| Rohan Bopanna Édouard Roger-Vasselin | 46      | 2              |
| Julien Benneteau Nicolas Mahut       | 61      | 3              |
| Marcus Daniell Dominic Inglot        | 80      | 4              |

## Campeones

### Individual masculino
Karen Jachanov venció a  Lucas Pouille por 7-5, 3-6, 7-5

### Dobles masculino
Raven Klaasen /  Michael Venus vencieron a  Marcus Daniell /  Dominic Inglot por 6-7(2-7), 6-3, [10-4]